# Kode9
Стив Гудмэн (англ. Steve Goodman; р. Глазго, Шотландия), более известный под творческим псевдонимом Kode9, — британский электронный музыкант, диджей и продюсер, основатель лейбла Hyperdub. Работает со стилями дабстеп, грайм, футфорк.

## Карьера
В октябре 2006 года Kode9 выпустил дебютный студийный альбом вместе с поэтом и эмси The Spaceape — Memories of the Future. В том же месяце Стив Гудмэн впервые дал интервью российскому журналу «Афиша».
В 2011 году этот же дуэт выпустил студийный альбом Black Sun, получивший благоприятные отзывы музыкальных критиков.
В 2014 году музыкант дал третье интервью «Афише».
В ноябре 2015 года Стив Гудмэн выпустил первый сольный альбом — Nothing.
В сентябре 2018 года вышел совместный с Burial микс — Fabriclive 100.
Четвёртый альбом музыканта, Escapology, вышел в июле 2022 года.

## Дискография
Студийные альбомы
- Memories of the Future (2006)
- Black Sun (2011)
- Nothing (2015)
- Escapology (2022)